# Nani
Pour les articles homonymes, voir Nani (homonymie), Almeida (homonymie) et da Cunha.
Almeida da Cunha est un nom portugais ; le premier nom de famille (d'usage facultatif) est Almeida et le second est da Cunha.
Luís Carlos Almeida da Cunha et couramment appelé Nani ou Luís Nani, né le 17 novembre 1986 à Amadora (Portugal), est un footballeur international portugais évoluant au poste d'ailier du milieu des années 2000 jusqu'en 2024.

## Biographie

### Jeunesse et formation
Nani est né à Amadora, au Portugal, d'immigrants du Cap-Vert,. Lors d'une interview accordée à la télévision anglaise, il affirme que son surnom lui a été donné par sa sœur Émilie durant son enfance. Passionné de football, son grand frère l'inscrit au Real Massamà, le club du quartier, alors qu'il est âgé de 14 ans. Vivant chez sa tante, son père étant parti en voyage au Cap-Vert et sa mère partie vivre une nouvelle vie aux Pays-Bas, il vit une enfance pauvre.
À 16 ans, Nani se fait repérer par le Sporting Portugal et le Benfica Lisbonne. Il choisit finalement le Sporting Portugal, véritable pépinière de talents d'où sont notamment sortis les illustres Luís Figo, Paulo Futre, Cristiano Ronaldo, Simão ou Ricardo Quaresma, également le club avec lequel il s'était entraîné durant la pré-saison.

### Carrière professionnelle

#### Sporting Portugal (2005-2007)
Nani signe son premier contrat professionnel en 2005. Il s'impose au sein de l'effectif en tant que titulaire et est présenté comme un très bon espoir portugais, de par sa technique et sa finition. Ses dribbles et ses courses en font rapidement l'un des chouchous des supporters. 
Nani marque pour ses deux premiers matchs et signe dans la foulée un nouveau contrat avec son club jusqu'en 2010, contrat qui fixe sa clause libératoire à 25 millions d'euros. Ce qui ne l'empêche pas d'être dans le viseur de plusieurs clubs européens, notamment Manchester United.
Le Sporting Portugal termine vice-champion de Liga Sagres à deux reprises derrière le FC Porto et remporte la Coupe du Portugal en 2007. Au total, Nani prend part à 76 matchs et inscrit 11 buts sous les couleurs du club portugais.

#### Manchester United (2007-2014)

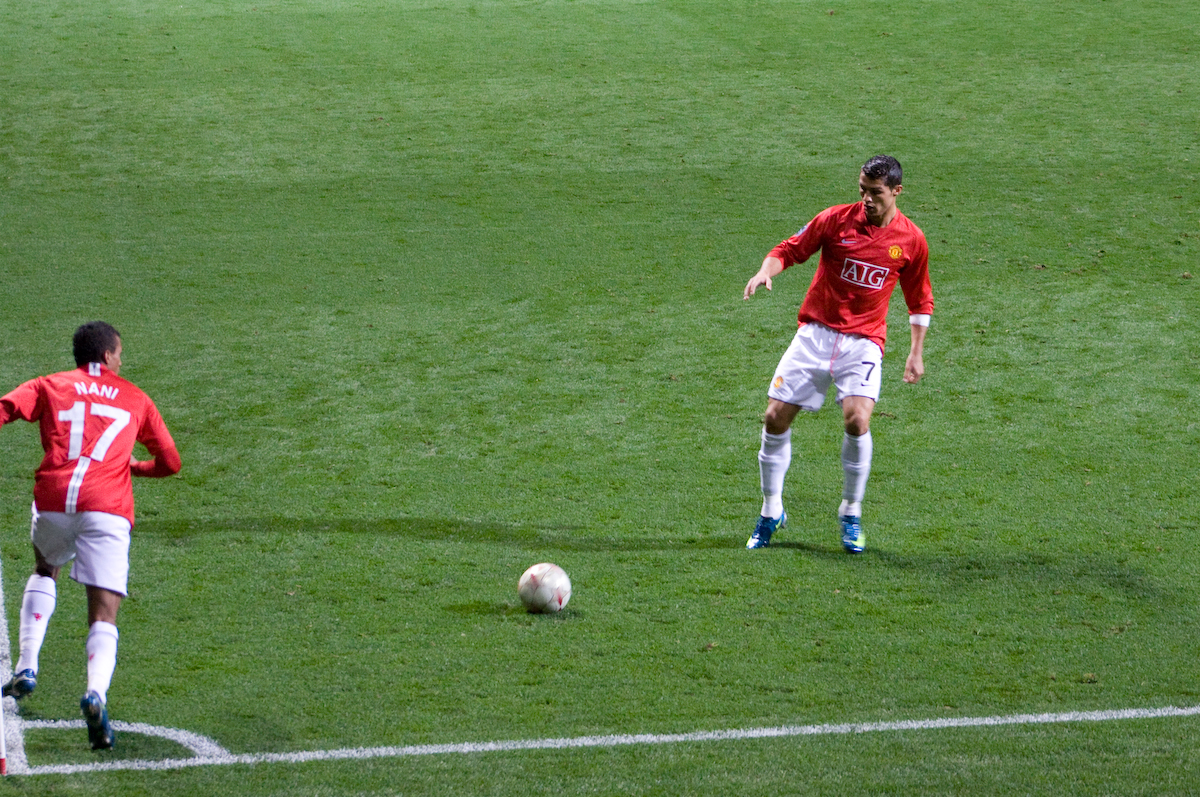
Nani et Cristiano Ronaldo lors d'un match contre le Celtic FC (2008).

En 2007, Manchester United débourse près de 22 millions d'euros pour recruter l'ailier.
Après des débuts difficiles, Nani parvient à s'imposer dans la première équipe en 2009 grâce au transfert de Cristiano Ronaldo au Real Madrid. Dès le début de saison, il marque contre Chelsea lors du Community Shield mais Manchester est défait aux tirs au but. Nani s'illustre de nouveau contre Arsenal en marquant et en réalisant une passe décisive (victoire 3-1). Il devient de plus en plus décisif avec de nombreuses passes décisives. Le 7 avril 2010, il marque son premier doublé lors du quart de finale retour de Ligue des champions face au Bayern Munich. Néanmoins, les Red Devils sont éliminés de la compétition (1-2 et 3-2). Nani devient lors de cette saison l'un des joueurs clé de l'effectif mancunien et termine meilleur passeur du club avec quinze passes décisives. Néanmoins, alors qu'il fait partie de la liste des 23 portugais pour disputer la Coupe du monde 2010 en Afrique du Sud, il doit déclarer forfait à quelques jours de la compétition à cause d'une blessure à l'épaule gauche.
Grâce à ses bonnes performances au cours de la saison 2010-2011, il est nommé dans l'équipe-type de Premier League et termine meilleur passeur du championnat avec 14 passes décisives. Il sera nommé lors de cette saison meilleur joueur de l'année de Manchester United. Il commence la saison 2011-2012 en fanfare puisqu'il contribue grandement à la victoire des siens lors du Community Shield en marquant un doublé face à Manchester City (victoire 3-2).

#### Prêt au Sporting Portugal (2014-2015)
Le 19 août 2014, il est prêté un an à son club formateur, le Sporting Portugal dans le cadre de la transaction de Marcos Rojo, qui lui s'en va à Manchester United pour 20 millions d'euros plus le prêt du portugais,.

#### Fenerbahçe SK (2015-2016)

##### Relance en Turquie

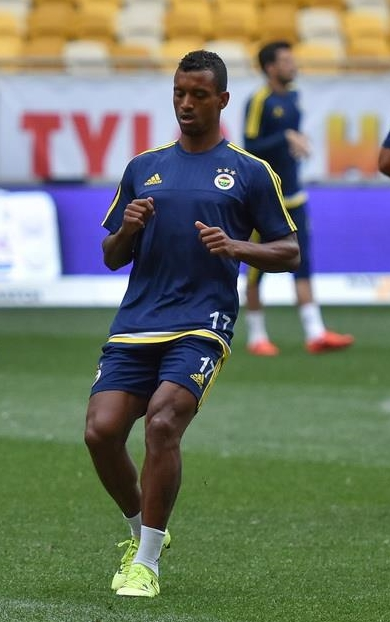
Nani à l'entraînement avec le Fenerbahçe SK (2015).

Au début de juillet 2015, Nani annonce qu'il quittera Manchester United pour rejoindre le club de Fenerbahçe, un contrat de trois ans et le transfert est estimé à 6 millions d'euros. Après une saison complète, où l'international portugais confirme sa forme après son prêt au Sporting, il marque douze buts et délivre dix passes décisives. En avril 2016, Nani marque un superbe coup franc excentré en coupe de Turquie. Malgré cela, le joueur s'efface peu à peu des médias depuis son départ d'Angleterre. Cependant, son Euro réussi lui vaut d'attirer l'attention de clubs européens.

#### Valence CF (2016-2018)
Le 5 juillet 2016, après plusieurs jours de rumeurs, Nani s'engage pour le club espagnol du Valence CF pour trois ans. Son transfert est estimé à 8,5 millions d'euros. Le 30 juin 2018, il revient de son prêt à la Lazio de Rome.

#### Prêt à la SS Lazio (2017-2018)
Le 31 août 2017, dernier jour du mercato estival, il est prêté en Italie à la SS Lazio. Il s'agirait d'un prêt gratuit avec une option d'achat de huit millions d'euros.

#### Sporting Portugal (2018-2019)
Le 11 juillet 2018, Nani retourne dans son club formateur du Sporting Portugal en tant que joueur libre. Il y signe pour deux ans avec une année en option.

#### Orlando City SC (2019-2021)
Le 18 février 2019, Nani signe en MLS un contrat de trois ans en faveur du Orlando City SC après avoir résilié son contrat au Sporting CP. Il y inscrit ses deux premiers buts et donc son premier doublé le 7 avril 2019 contre les Rapids du Colorado. Au cours des trois saisons passées à Orlando, il joue 88 rencontres, permettant à son équipe de se qualifier pour les séries éliminatoires pour la première fois de son histoire. Au terme de la saison 2021, il annonce qu'il ne retournera pas en Floride, information confirmée par son club le 26 novembre 2021.

#### Adana Demirspor (2023-2024)
En juillet 2023, Nani signe pour le club turc de l'Adana Demirspor. Toutefois, après une saison plutôt décevante pour un bilan de 4 buts et 2 passes décisives, le club et le joueur portugais annonce une rupture de contrat, d'un commun accord, à deux journées de la fin du championnat.

#### CF Estrela da Amadora (2024)
Le 31 juillet 2024, Nani s'engage avec le CF Estrela da Amadora en paraphant un contrat d'un an,.
Le 8 décembre 2024, Nani annonce sa retraite sportive à l'âge de 38 ans.

### Équipe nationale

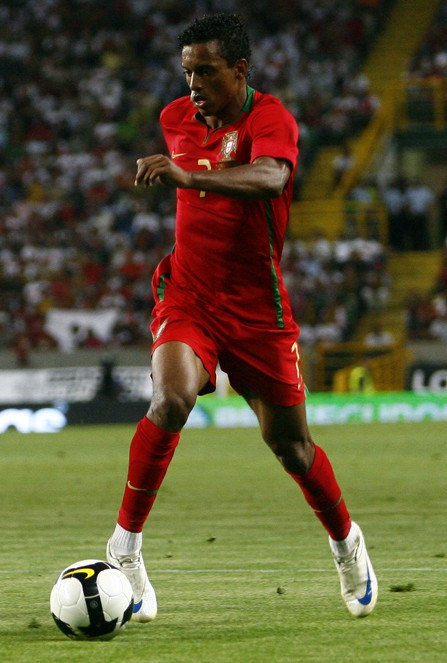
Nani sous le maillot de la Seleção contre le Danemark (2008).

Lors de sa première sélection en 2006 (au Danemark en match amical), il ouvre son compteur but sur un corner direct.
Lors de la Coupe du monde 2014, il s'illustre en ouvrant le score face aux Etats-Unis mais les portugais seront tenus en échec 2-2 et seront éliminés du mondial. 
Il est titulaire durant l'Euro 2016 où les Portugais, solides et appliqués durant toute la compétition, parviennent à se hisser en finale. Durant la rencontre contre la France, Nani occupe tous les postes de l'attaque et hérite du brassard de capitaine à la suite de la blessure précoce de Cristiano Ronaldo, étant alors replacé attaquant centre. Malgré un match dominé, stérilement, par le pays hôte, le Portugal s'impose sur le score de 1-0 et soulève son premier trophée international de son histoire. L'ailier aura au total marqué trois buts (face à l'Islande et la Hongrie au premier tour puis face aux Pays de Galles en demi-finales) et délivré une passe décisive.
L'année suivante, il dispute la Coupe des Confédérations 2017 dans laquelle le Portugal obtiendra la troisième place.
En mai 2018, l'entraîneur Fernando Santos l'inscrit dans une liste préliminaire de 35 joueurs pouvant représenter le Portugal à la Coupe du monde 2018 en Russie, mais Nani n'est finalement pas retenu dans la liste finale de 23 joueurs. 

### Engagements
Il annonce son soutien au Parti communiste portugais en 2025. 

## Style de jeu
Nani est un pur ailier moderne. Il allie la technique et la vitesse d'exécution. Souvent comparé à son compatriote Cristiano Ronaldo avec qui il a évolué à Manchester United, le portugais est un élément important pour son équipe. Doté d'une grande vision du jeu, Nani est capable de délivrer un grand nombre de passes décisives, finissant meilleur passeur de Premier League en 2011.

## Statistiques

### Statistiques détaillées
Ce tableau présente les statistiques de Nani.
| Saison                  | Club                     | Championnat             | Championnat | Championnat | Championnat | Coupe nationale | Coupe nationale | Coupe nationale | Coupe de la Ligue | Coupe de la Ligue | Coupe de la Ligue | Supercoupe | Supercoupe | Supercoupe | Compétition(s) continentale(s) | Compétition(s) continentale(s) | Compétition(s) continentale(s) | Compétition(s) continentale(s) | Supercoupe UEFA | Supercoupe UEFA | Supercoupe UEFA | Coupe du monde des clubs | Coupe du monde des clubs | Coupe du monde des clubs | Portugal | Portugal | Portugal | Total | Total | Total |
| Saison                  | Club                     | Division                | M.          | B.          | P.d.        | M.              | B.              | P.d.            | M.                | B.                | P.d.              | M.         | B.         | P.d.       | Comp.                          | M.                             | B.                             | P.d.                           | M.              | B.              | P.d.            | M.                       | B.                       | P.d.                     | M.       | B.       | P.d.     | M.    | B.    | P.d.  |
| 2005-2006               | Sporting Portugal        | Primeira Liga           | 29          | 4           | 1           | 5               | 1               | 0               | -                 | -                 | -                 | -          | -          | -          | C1+C3                          | 1+1                            | 0                              | 0                              | -               | -               | -               | -                        | -                        | -                        | -        | -        | -        | 36    | 5     | 1     |
| 2006-2007               | Sporting Portugal        | Primeira Liga           | 29          | 5           | 5           | 5               | 0               | 0               | -                 | -                 | -                 | -          | -          | -          | C1                             | 6                              | 1                              | 0                              | -               | -               | -               | -                        | -                        | -                        | 7        | 2        | 1        | 47    | 8     | 6     |
| Sous-total              | Sous-total               | Sous-total              | 58          | 9           | 6           | 10              | 1               | 0               | 0                 | 0                 | 0                 | -          | -          | -          | -                              | 8                              | 1                              | 0                              | -               | -               | -               | -                        | -                        | -                        | 7        | 2        | 1        | 83    | 13    | 7     |
| 2007-2008               | Manchester United        | Premier League          | 26          | 3           | 7           | 2               | 1               | 2               | 1                 | 0                 | 0                 | 1          | 0          | 0          | C1                             | 11                             | 0                              | 3                              | -               | -               | -               | -                        | -                        | -                        | 8        | 0        | 2        | 49    | 4     | 14    |
| 2008-2009               | Manchester United        | Premier League          | 13          | 1           | 3           | 2               | 2               | 0               | 6                 | 3                 | 0                 | 1          | 0          | 0          | C1                             | 7                              | 0                              | 0                              | 1               | 0               | 0               | 1                        | 0                        | 0                        | 10       | 3        | 3        | 41    | 9     | 6     |
| 2009-2010               | Manchester United        | Premier League          | 23          | 3           | 7           | -               | -               | -               | 2                 | 0                 | 0                 | 1          | 1          | 0          | C1                             | 8                              | 2                              | 4                              | -               | -               | -               | -                        | -                        | -                        | 10       | 2        | 4        | 44    | 8     | 15    |
| 2010-2011               | Manchester United        | Premier League          | 33          | 9           | 14          | 3               | 0               | 0               | -                 | -                 | -                 | 1          | 0          | 1          | C1                             | 12                             | 1                              | 0                              | -               | -               | -               | -                        | -                        | -                        | 9        | 2        | 4        | 58    | 12    | 19    |
| 2011-2012               | Manchester United        | Premier League          | 29          | 8           | 10          | 1               | 0               | 0               | -                 | -                 | -                 | 1          | 2          | 0          | C1+C3                          | 6+3                            | 0                              | 2+1                            | -               | -               | -               | -                        | -                        | -                        | 14       | 4        | 4        | 54    | 14    | 17    |
| 2012-2013               | Manchester United        | Premier League          | 11          | 1           | 3           | 5               | 1               | 2               | 2                 | 1                 | 0                 | -          | -          | -          | C1                             | 4                              | 0                              | 1                              | -               | -               | -               | -                        | -                        | -                        | 7        | 0        | 2        | 29    | 3     | 8     |
| 2013-2014               | Manchester United        | Premier League          | 11          | 0           | 0           | -               | -               | -               | 1                 | 0                 | 0                 | -          | -          | -          | C1                             | 1                              | 1                              | 0                              | -               | -               | -               | -                        | -                        | -                        | 12       | 2        | 1        | 25    | 3     | 1     |
| 2014-2015               | Manchester United        | Premier League          | 1           | 0           | 0           | -               | -               | -               | -                 | -                 | -                 | -          | -          | -          | -                              | -                              | -                              | -                              | -               | -               | -               | -                        | -                        | -                        | -        | -        | -        | 1     | 0     | 0     |
| Sous-total              | Sous-total               | Sous-total              | 147         | 25          | 44          | 13              | 4               | 4               | 12                | 4                 | 0                 | 5          | 3          | 1          | -                              | 52                             | 4                              | 11                             | 1               | 0               | 0               | 1                        | 0                        | 0                        | 70       | 13       | 20       | 301   | 53    | 80    |
| 2014-2015               | Sporting Portugal (prêt) | Primeira Liga           | 27          | 7           | 4           | 3               | 1               | 0               | -                 | -                 | -                 | -          | -          | -          | C1+C3                          | 5+2                            | 4+0                            | 2+0                            | -               | -               | -               | -                        | -                        | -                        | 8        | 0        | 1        | 45    | 12    | 7     |
| 2015-2016               | Fenerbahçe SK            | Süper Lig               | 28          | 8           | 8           | 6               | 3               | 1               | -                 | -                 | -                 | -          | -          | -          | C1+C3                          | 2+11                           | 0+1                            | 0+1                            | -               | -               | -               | -                        | -                        | -                        | 18       | 6        | 2        | 65    | 18    | 12    |
| 2016-2017               | Valence CF               | Liga                    | 25          | 5           | 7           | 1               | 0               | 0               | -                 | -                 | -                 | -          | -          | -          | -                              | -                              | -                              | -                              | -               | -               | -               | -                        | -                        | -                        | 9        | 3        | 0        | 35    | 8     | 7     |
| 2017-2018               | Lazio Rome (prêt)        | Serie A                 | 18          | 3           | 3           | 1               | 0               | 0               | -                 | -                 | -                 | -          | -          | -          | C3                             | 6                              | 0                              | 0                              | -               | -               | -               | -                        | -                        | -                        | -        | -        | -        | 25    | 3     | 3     |
| 2018-2019               | Sporting Portugal        | Primeira Liga           | 18          | 7           | 4           | 3               | 1               | 2               | 2                 | 0                 | 0                 | -          | -          | -          | C3                             | 5                              | 1                              | 1                              | -               | -               | -               | -                        | -                        | -                        | -        | -        | -        | 28    | 9     | 7     |
| 2019                    | Orlando City             | MLS                     | 30          | 12          | 5           | 3               | 0               | 1               | -                 | -                 | -                 | -          | -          | -          | -                              | -                              | -                              | -                              | -               | -               | -               | -                        | -                        | -                        | -        | -        | -        | 33    | 12    | 6     |
| 2020                    | Orlando City             | MLS                     | 25          | 9           | 5           | -               | -               | -               | -                 | -                 | -                 | -          | -          | -          | -                              | -                              | -                              | -                              | -               | -               | -               | -                        | -                        | -                        | -        | -        | -        | 25    | 9     | 5     |
| 2021                    | Orlando City             | MLS                     | 28          | 10          | 7           | -               | -               | -               | 1                 | 0                 | 0                 | -          | -          | -          | LCup                           | 1                              | 0                              | 0                              | -               | -               | -               | -                        | -                        | -                        | -        | -        | -        | 30    | 10    | 7     |
| Sous-total Orlando City | Sous-total Orlando City  | Sous-total Orlando City | 83          | 31          | 17          | 3               | 0               | 1               | 1                 | 0                 | 0                 | -          | -          | -          | -                              | 1                              | 0                              | 0                              | -               | -               | -               | -                        | -                        | -                        | -        | -        | -        | 88    | 31    | 18    |
| 2021-2022               | Venise FC                | Serie A                 | 10          | 0           | 1           | -               | -               | -               | -                 | -                 | -                 | -          | -          | -          | -                              | -                              | -                              | -                              | -               | -               | -               | -                        | -                        | -                        | -        | -        | -        | 10    | 0     | 1     |
| 2022-2023               | Melbourne Victory        | A-League                | 9           | 0           | 2           | 1               | 0               | 0               | -                 | -                 | -                 | -          | -          | -          | -                              | -                              | -                              | -                              | -               | -               | -               | -                        | -                        | -                        | -        | -        | -        | 10    | 0     | 2     |
| 2023-2024               | Adana Demirspor          | Süper Lig               | 28          | 4           | 2           | 1               | 0               | 1               | -                 | -                 | -                 | -          | -          | -          | -                              | 5                              | 0                              | 0                              | -               | -               | -               | -                        | -                        | -                        | -        | -        | -        | 34    | 4     | 3     |
| Total sur la carrière   | Total sur la carrière    | Total sur la carrière   | 451         | 99          | 98          | 42              | 10              | 9               | 15                | 4                 | 0                 | 5          | 3          | 1          | -                              | 97                             | 11                             | 15                             | 1               | 0               | 0               | 1                        | 0                        | 0                        | 112      | 24       | 24       | 724   | 151   | 147   |

### Buts internationaux
| Buts internationaux de Nani | Buts internationaux de Nani | Buts internationaux de Nani           | Buts internationaux de Nani | Buts internationaux de Nani | Buts internationaux de Nani       | Buts internationaux de Nani |
| 0                           | Date                        | Lieu                                  | Adversaire                  | Résultats                   | Compétitions                      |                             |
| --------------------------- | --------------------------- | ------------------------------------- | --------------------------- | --------------------------- | --------------------------------- | --------------------------- |
| 1                           | 1er septembre 2006          | Copenhague, Danemark                  | Danemark                    | 2-4                         | Match amical                      |                             |
| 2                           | 2 juin 2007                 | Bruxelles, Belgique                   | Belgique                    | 1-2                         | Éliminatoires Euro 2008           |                             |
| 3                           | 20 août 2008                | Aveiro, Portugal                      | Îles Féroé                  | 5-0                         | Match amical                      |                             |
| 4                           | 6 septembre 2008            | Attard, Malte                         | Malte                       | 0-4                         | Éliminatoires Coupe du monde 2010 |                             |
| 5                           | 10 septembre 2008           | Lisbonne, Portugal                    | Danemark                    | 2-3                         | Éliminatoires Coupe du monde 2010 |                             |
| 6                           | 14 octobre 2009             | Leiria, Portugal                      | Malte                       | 4-0                         | Éliminatoires Coupe du monde 2010 |                             |
| 7                           | 1er juin 2010               | Covilhã, Portugal                     | Cameroun                    | 3-1                         | Match amical                      |                             |
| 8                           | 8 octobre 2010              | Estádio do Dragão, Porto, Portugal    | Danemark                    | 3-1                         | Éliminatoires Euro 2012           |                             |
| 9                           | 8 octobre 2010              | Estádio do Dragão, Porto, Portugal    | Danemark                    | 3-1                         | Éliminatoires Euro 2012           |                             |
| 10                          | 7 octobre 2011              | Estádio do Dragão, Porto, Portugal    | Islande                     | 5-3                         | Éliminatoires Euro 2012           |                             |
| 11                          | 7 octobre 2011              | Estádio do Dragão, Porto, Portugal    | Islande                     | 5-3                         | Éliminatoires Euro 2012           |                             |
| 12                          | 15 novembre 2011            | Estádio da Luz, Lisbonne, Portugal    | Bosnie-Herzégovine          | 6-2                         | Éliminatoires Euro 2012           |                             |
| 13                          | 2 juin 2012                 | Estádio da Luz, Lisbonne, Portugal    | Turquie                     | 1-3                         | Match amical                      |                             |
| 14                          | 15 octobre 2013             | Coimbra, Portugal                     | Luxembourg                  | 3-0                         | Éliminatoires Coupe du monde 2014 |                             |
| 15                          | 22 juin 2014                | Manaus, Brésil                        | États-Unis                  | 2-2                         | Coupe du monde 2014               |                             |
| 16                          | 11 octobre 2015             | Belgrade, Serbie                      | Serbie                      | 1-1                         | Éliminatoires Euro 2016           |                             |
| 17                          | 17 novembre 2015            | Luxembourg, Luxembourg                | Luxembourg                  | 2-0                         | Match amical                      |                             |
| 18                          | 29 mars 2016                | Leiria, Portugal                      | Belgique                    | 2-1                         | Match amical                      |                             |
| 19                          | 14 juin 2016                | St-Étienne, France                    | Islande                     | 1-1                         | Euro 2016                         |                             |
| 20                          | 22 juin 2016                | Lyon, France                          | Hongrie                     | 3-3                         | Euro 2016                         |                             |
| 21                          | 6 juillet 2016              | Lyon, France                          | Pays de Galles              | 2-0                         | Euro 2016                         |                             |
| 22                          | 1er septembre 2016          | Estádio do Bessa XXI, Porto, Portugal | Gibraltar                   | 5-0                         | Match amical                      |                             |
| 23                          | 1er septembre 2016          | Estádio do Bessa XXI, Porto, Portugal | Gibraltar                   | 5-0                         | Match amical                      |                             |
| 24                          | 24 juin 2017                | Saint-Pétersbourg, Russie             | Nouvelle-Zélande            | 4-0                         | Coupe des confédérations 2017     |                             |

## Palmarès

### En club
- Sporting CP
  - Vainqueur de la Coupe du Portugal (3) : 2007, 2015 et 2019.
  - Vainqueur de la Coupe de la Ligue portugaise (1) : 2019.

- Manchester United
  - Champion d'Angleterre (4) : 2008, 2009, 2011 et 2013.
  - Vainqueur de la Ligue des champions (1) : 2008.
  - Vainqueur de la Coupe du monde des clubs (1) : 2008.
  - Vainqueur du Community Shield (3) : 2008, 2010 et 2011.
  - Finaliste de la Supercoupe de l'UEFA : 2008.
  - Vice-champion d'Angleterre : 2010 et 2012.
  - Finaliste de la Ligue des champions : 2009 et 2011.
  - Finaliste du Community Shield : 2009.

- Lazio Rome
  - Vainqueur de la Supercoupe d'Italie : 2017

### En sélection
Portugal
- Championnat d'Europe
  - Vainqueur : 2016.
- Coupe des confédérations
  - Troisième : 2017.

## Distinctions personnelles
- Nommé dans l'équipe type de Premier League en 2011.
- Meilleur passeur de Premier League en 2011.